# FC Maia
Futebol Clube da Maia was een professionele voetbalclub uit de gelijknamige stad Maia in het noorden van Portugal. De club speelde zijn thuiswedstrijden in het Estádio Professor Doutor Vieira de Carvalho, dat plaats bood aan 12.000 toeschouwers. De clubkleuren zijn blauw-rood.
De club kwam nimmer uit op het hoogste niveau in Portugal, maar speelde van 1997 tot 2006 wel in de op een na hoogste divisie van het Zuid-Europese land, de Segunda Liga. Aan het einde van het seizoen 2006/07 degradeerde Maia voor het tweede jaar op rij, waardoor de club werd verwezen naar de vierde klasse. Vanwege financiële problemen hield de club vervolgens in 2008 op te bestaan als een professionele club met betaald voetbal. Op 19 april 2011 ging de club in vereffening.

## Erelijst
- Segunda Divisão B

1997

## Bekende (ex-)spelers
- Carlos Secretário